# Prix Yvan-Peychès
Le prix Yvan Peychès est une distinction scientifique décernée par l'Académie des sciences, créée en 1989. Prix annuel, doté de 3 000 €, afin de récompenser des travaux de sciences
appliquées dans le domaine de la structure des états vitreux, ou dans celui de l’utilisation
de l’énergie solaire ou à défaut dans des domaines voisins, mais de science appliquée.

## Lauréats
Liste partielle :
- 2024 : Raphaël Lescanne et Théau Péronnin, respectivement directeur technique et CEO/cofondateur de la start-up Alice & Bob, spécialisée dans l'informatique quantique.
- 2023 : Emmanuelle Gouillart, directrice scientifique à Saint-Gobain Research Paris et Renaud Demadrille, directeur de recherche au CEA, à l’Institut de recherche interdisciplinaire de Grenoble[1]
- 2022 : Jean-François Guillemoles
- 2020 : Daniel Lincot
- 2018 : David Attié et  Sébastien Procureur
- 2015 : Johann Trolès et  Laurent Brilland
- 2014 : Tanguy Rouxel
- 2013 : Pascal Richet, IPGP, Paris
- 2011 : Walter Kob
- 2009 : Bruno Bureau, Prof univ Rennes I, Equipe Verres et céramiques
- 2008 : Bernd Grambow, professeur à l’École des Mines de Nantes.
- 2006 : Jean-Noel Chazalviel, DR-CNRS, Ecole Polytechnique Palaiseau.
- 2005 : Florence Babonneau et Charles Madic
- 2004 : Xiang Hua Zhang, CNRS, laboratoire "Verres et céramiques" (LVC) Rennes I.
- 2003 : André Ducasse, Prof Sup-optique Orsay et Gilles Le Flem, DR-CNRS, Pessac.
- 2002 : Georges Calas
- 1997 : Dominique Massiot